# Seznam prezidentů Kypru
Prezident Kyperské republiky je hlavou státu Kyperské republiky. Úřad byl vytvořen roku 1960 poté, co Kypr získal nezávislost na Velké Británii. Prezident Kyperské republiky je volen přímou volbou na pět let.
Od 28. února 2023 úřad zastává Níkos Christodúlídés.

## Seznam prezidentů Kyperské republiky
- 1. Arcibiskup Makarios, 16. srpna 1960 – 15. července 1974, nestraník
- (-) Nikos Sampson, 15. července 1974 – 23. července 1974, nestraník (de facto prezident, dosazený řeckou juntou během převratu)
- (-) Glafkos Klerides, 23. července 1974 – 7. prosince 1974, nestraník (zastupující)
- 1. Arcibiskup Makarios, 7. prosince 1974 – 3. dubna 1977, nestraník
- 2. Spyros Kyprianu, 3. září 1977 – 28. února 1988, DIKO
- 3. Jorgos Vasiliu, 28. února 1988 – 28. února 1993, ED
- 4. Glafkos Klerides, 28. února 1993 – 28. února 2003, DISY
- 5. Tassos Papadopulos, 28. února 2003 – 28. února 2008, DIKO
- 6. Dimitris Christofias, 28. února 2008 – 28. února 2013, AKEL
- 7. Nikos Anastasiadis, 28. února 2013 – 28. února 2023, DISY
- 8. Níkos Christodúlídés, 28. února 2023 – v úřadu, nestraník